# Resolució 1561 del Consell de Seguretat de les Nacions Unides
La Resolució 1561 del Consell de Seguretat de les Nacions Unides fou adoptada per unanimitat el 17 de setembre de 2004. Després de recordar totes les resolucions anteriors sobre la situació a Libèria, en particular les resolucions 1497 (2003), 1503 (2003), 1521 (2003) i 1532 (2004), el Consell va ampliar el mandat de la Missió de les Nacions Unides a Libèria (UNMIL) durant un any més fins al 19 de setembre de 2005.
El Consell de Seguretat va reconèixer l'important paper que jugava la Comunitat Econòmica dels Estats de l'Àfrica Occidental (ECOWAS) en el procés liberià, a més de la Unió Africana i les Nacions Unides. També hi ha hagut avenços importants pel que fa al desarmament en el desarmament, desmobilització, reintegració i procés de rehabilitació.
Es va demanar a les parts liberianes que es comprometessin amb el procés de pau i garantir la celebració d'eleccions generals lliures, justes i transparents per a octubre de 2005. Mentrestant, es va demanar a la comunitat internacional que complís les promeses fetes a la Conferència Internacional de Reconstrucció de Libèria el febrer de 2004 i posés fons disponibles per al procés de reintegració i rehabilitació. Finalment, el secretari general Kofi Annan informará sobre els progressos realitzats per la UNMIL en el compliment del seu mandat.